# Plexaura homomalla
Plexaura homomalla är en korallart som först beskrevs av Eugen Johann Christoph Esper 1792.  Plexaura homomalla ingår i släktet Plexaura och familjen Plexauridae. Inga underarter finns listade i Catalogue of Life.